# 十角館の殺人
『十角館の殺人』（じゅっかくかんのさつじん The Decagon House Murders）は、推理作家・綾辻行人のデビュー作品である長編推理小説。
1987年に出版され、「館シリーズ」の第1作となる。2022年12月時点で累計発行部数は152万部を突破している。

## 概要
本作は、日本のミステリー界に大きな影響を与え、新本格ブームを巻き起こしたとされる。『週刊文春』が推理作家や推理小説の愛好者ら約500名のアンケートにより選出した「東西ミステリーベスト100」の2012年版国内編で、8位に選出されている。2023年に『タイム』誌が選ぶ「史上最高のミステリー&スリラー本」オールタイム・ベスト100に選出されている。
2024年3月に、Huluで実写映像化された。
本作品のプロトタイプは、『追悼の島』（第29回江戸川乱歩賞に応募し落選）（小野不由美（妻）との共著）である。

## あらすじ
以下のあらすじについては、物語で語られる順番ではなく、時系列に沿って記載する。

### 前年のできごと
中村千織の死亡
1985年1月、研究会で開催された新年会の三次会で、急性アルコール中毒から心臓発作を誘発したことによって、中村千織が死亡する（漫画版では、1月の新年会クルージング中の海難事故での死亡に変更された）。
四重殺人事件
合宿の約半年前である1985年9月20日、当時島に住んでいた中村青司の自宅である通称「青屋敷」が全焼した。その焼け跡からは、中村青司と妻の中村和枝、さらに使用人である北村夫妻と思われる計4名が他殺体で発見された。他殺体のうち、中村和枝の左手首は切断されていて現場からは見つからなかった。
当日、島を訪れていた庭師の吉川誠一の遺体はなく行方不明であったことから、警察は「吉川が4人を殺害して逃亡したのではないか？」と結論付けて、この不可解な殺人事件は捜査終了となっていた。

### 推理小説研究会の合宿
プロローグ
1986年3月26日、大分県K**大学・推理小説研究会の一行は、角島（つのじま）と呼ばれる無人の孤島を訪れた。彼らの目当ては、半年前に凄惨な四重殺人事件が発生して焼け落ちた「青屋敷跡」と、奇抜な十角形のデザインをした「十角館」と呼ばれる建物で、島に唯一残っている十角館で、彼らは1週間の合宿を過ごそうというのだ。
一方その頃、本土では、研究会や事件関係者に宛てて、かつて会員であった中村千織の事故死について告発する「怪文書」が送りつけられていた。怪文書を受け取った1人である江南孝明は、中村千織の唯一の肉親である中村紅次郎を訪ねる。そこで、紅次郎の大学時代の後輩である島田潔と出会った江南は、一緒に事件の真相を探ろうと調査を開始し、ミス研メンバーの守須恭一に話を聞く。
連続殺人の始まり
3日目の朝、オルツィが彼女の寝室で絞殺された上に、左手を切断されているところを発見される。部屋の扉には「第一の被害者」という札が掲げられていた。メンバー達は、「自分たちの中に犯人がいるのではないか？」と邪推して推理を始めるが、第三者の可能性も排除できなかった。
さらに同日の昼には、全員でコーヒーを飲んでいる時にカーが毒殺されてしまう。その後、青屋敷跡の調査を行ったところ、地下室への階段にテグスが張られていたことや床に掃き清めたかのような痕跡があったことから、外部犯が潜んでいる可能性が濃厚となる。
さらなる被害者
5日目の朝、化粧を済ませていたアガサが浴室で毒殺されているところを発見される。さらに、アガサ以前に被害にあったと考えられるルルウが、青屋敷跡前にある海岸で殴打されて亡くなっていた。
残された3人で過去の事件を推理していったところ、カーの毒殺事件には「1つだけ11角形のカップ」という目印が使われており、内部犯でも容易に犯行可能だったことが判明する。推理が続けられる中で、タバコを吸ったポウが毒殺される。
残されたエラリイとヴァンの2人は、犯人は中村千織の父親であり、この「十角館」を立てた建築家・中村青司であると推理する。そして、11角形のカップからヒントを得て「11番目の秘密部屋があるのではないか」と考えたエラリイは地下室を見つけだし、そこで白骨化した庭師の吉川と思われる死体を発見する。

### 事件の真相
メンバー全員が死亡…？
翌日、「十角館が火事になりメンバー全員が死亡」という一報が、島田と江南の元に届く。島田の兄である捜査一課の島田修警部によると、一体を除いて死亡後に焼かれており、エラリイ1人のみが灯油をかぶって焼死していたことが判明する。
はたして角島で何が起こり、誰によって殺人が行われたのか。その動機はどこにあったのか。残された最後の1人ヴァンはどうなったのか。そして半年前に起こった「青屋敷焼失事件」の真相はどういうものか。島田はすべてを解き明かすため、「真犯人と思われる者」の元へと向かう。

## 登場人物

### 推理小説研究会
研究会の主要メンバーは、それぞれ有名な推理作家にちなんだニックネームで呼ばれている。ニックネームはノベルス版では「ポゥ」「エラリィ」「ルルゥ」と表記されていたが、文庫化された際に「ポウ」「エラリイ」「ルルウ」と変えられた。
※内部リンクは、ニックネームの元となった推理作家の項目である。
ポウ
医学部4回生。口髭をたくわえた大柄な男性。無口だがときどき毒のある台詞を吐く。オルツィとは幼馴染。
カー
法学部3回生。中肉中背だが骨太で猫背な男性。三白眼で、青髭の目立つ顎はしゃくれている。捻くれた性格で、なにかにつけて他のメンバーに噛み付くことが多く、特にエラリイとは衝突が多い。また、オルツィに自分の告白を振られている。漫画版ではエラリイと幼馴染という設定が付け加えられ、エラリイを敵視する理由が身近な存在であったがゆえの嫉妬であることが推測されている。
2人目の被害者で、コーヒーに毒を入れられて毒殺された。
エラリイ
法学部3回生。色白で背の高い男性。金縁の伊達眼鏡をかけている。会誌『死人島』の現編集長。マジックが趣味。漫画版では眼鏡はかけていない。気障だが仲間想いなところがある。
ヴァン
理学部3回生。中背の痩せた男性。不動産業を営む伯父が角島を購入したのを研究会に伝え、ルルウが合宿を提案した。
アガサ
薬学部3回生。ソフト・ソバージュの長い髪をした女性。男性的な性格。口紅に塗られた毒によって毒殺される。
オルツィ
文学部2回生。頬にそばかすの目立つ、ショート・ヘアの小柄で太めな女性。引っ込み思案な性格。日本画を描くのが趣味。ポウとは幼馴染。漫画版では、太めな体格ではなくなり眼鏡をかけたボブ・ヘアの女性に変更されている。
1人目の被害者で、絞殺された上に左手首を切断された。
ルルウ
文学部2回生。銀縁の丸眼鏡をかけた童顔で小柄な男性。会誌『死人島』の次期編集長。

### 青屋敷の関係者
中村 青司（なかむら せいじ）
建築家。十角館の設計者。半年前の事件で死亡している。当時46歳。
中村 和枝（なかむら かずえ）
青司の妻。半年前の事件で死亡している。旧姓は花房。
中村 千織（なかむら ちおり）
青司の娘。1年前に急死している。
北村（きたむら）
住込みの使用人夫妻。半年前の事件で死亡している。
吉川 誠一（よしかわ せいいち）
庭師で島には月に1回数日間滞在して庭の手入れをしていた。半年前の事件では遺体が見つからず行方不明とされた。当時46歳。

### 本土にいる人物
島田 潔（しまだ きよし）
寺の三男。中村紅次郎の友人。次兄の修（おさむ）は大分県警警部。
江南 孝明（かわみなみ たかあき）
研究会の元会員。苗字の読みは「かわみなみ」だが、島田は「こなん」と呼んでいる。研究会時代のニックネームは「ドイル」。
漫画版では性別が女性に変更されており、名前も「江南 あきら」となっている。
守須 恭一（もりす きょういち）
江南の友人。怪文書をきっかけに事件に興味を持つ。
中村 紅次郎（なかむら こうじろう）
高校の社会科教師。中村青司の3歳下の弟。大学で島田と知り合い、以来懇意にしている。
吉川 政子（よしかわ まさこ）
吉川誠一の妻。結婚前は紅次郎の紹介で青屋敷で働いていた。安心院にある誠一の実家に住んでいる。
島田 修（しまだ おさむ）
大分県警の警部。島田潔の兄で、兄弟仲はあまり良いとは言えない。

## 書誌情報
- 講談社ノベルス：1987年9月5日、ISBN 4-06-181320-X
- 講談社文庫：1991年9月15日、ISBN 4-06-184979-4
- 講談社文庫《新装改訂版》：2007年10月16日、ISBN 978-4-06-275857-4

綾辻は新装改訂版のあとがきで、「本書をもって『十角館の殺人』の決定版とするつもりでいる」と述べている。
- YA!ENTERTAINMENT：2008年9月30日、ISBN 978-4-06-269400-1
- 限定愛蔵版：2017年9月6日、ISBN 978-4-06-220771-3
  - 愛蔵版付録 エッセイ「私の『十角館』」執筆陣：青崎有吾、朝霧カフカ、我孫子武丸、綾崎隼、有栖川有栖、伊坂幸太郎、乾くるみ、井上真偽、太田忠司、恩田陸、喜国雅彦、北村薫、北山猛邦、周木律、白井智之、高田崇史、辻村深月、西澤保彦、似鳥鶏、一肇、法月綸太郎、初野晴、はやみねかおる、東川篤哉、古野まほろ、麻耶雄嵩、道尾秀介、皆川博子、宮内悠介、宮部みゆき、山口雅也、米澤穂信、詠坂雄二

## 漫画版
清原紘作画による漫画版が、『月刊アフタヌーン』（講談社）にて、2019年10月号から2022年6月号まで連載。全31話。
コミカライズではなくコミックリメイクという扱いであり、設定やストーリーに多少のアレンジが加えられている。
原作者の綾辻は「原作のあるミステリマンガとしては画期的な傑作だろう、と思います。未読の方はぜひ！ 原作を読んで気に入った人すべてに読んでほしい、と原作者が思うくらいの「コミックリメイク」です。ぜひぜひ。」と評価している。

### コミック
- 清原紘『十角館の殺人』講談社〈アフタヌーンKC〉、全5巻
  1. 2019年11月22日発売[8][9]、ISBN 978-4-06-517511-8
  2. 2020年8月21日発売[10]、ISBN 978-4-06-520225-8
  3. 2021年3月23日発売[11]、ISBN 978-4-06-522661-2
  4. 2021年10月21日発売[12]、ISBN 978-4-06-525035-8
  5. 2022年5月23日発売[13]、ISBN 978-4-06-527854-3

## 実写ドラマ版
2024年3月22日よりHuluで独占配信。主演はドラマ初主演となる奥智哉。
2024年12月31日（30日深夜）から2025年1月4日（3日深夜）までの間、地上波（関東ローカル）にて放送すると共にTVerと日テレTADAでも見逃し配信を行う。

### キャスト

#### 主要人物
- 江南孝明：奥智哉[15]
- 島田潔：青木崇高[15]
- 松本邦子：濱田マリ[15]
- 島田修：池田鉄洋[15]
- 吉川誠一：前川泰之[15]
- 中村和枝：河井青葉[15]
- 吉川政子：草刈民代[15]
- 中村紅次郎：角田晃広[15]
- 中村青司：仲村トオル[15]

#### ミステリ研究会メンバー
- エラリイ：望月歩[17]
- アガサ：長濱ねる[17]
- ルルウ：今井悠貴[17]
- ポウ：鈴木康介[17]
- ヴァン：小林大斗[17]
- オルツィ：米倉れいあ[17]
- カー：瑠己也[17]
- 中村千織：菊池和澄[17]

#### その他
- 漁師：鳥谷宏之[18]
- 船橋弘江：岩橋道子

### スタッフ
- 原作：綾辻行人
- 監督：内片輝
- 脚本：八津弘幸、早野円、藤井香織
- テーマ曲：ずっと真夜中でいいのに。「低血ボルト」（EMI Records）[19]
- 音楽：富貴晴美
- プロデューサー：内片輝、内丸摂子、木下俊、中村圭吾、渋谷昌彦
- チーフプロデューサー：石尾純、勝江正隆
- エグゼクティブプロデューサー：川邊昭宏、長澤一史
- 制作：下村忠文
- 制作協力：内片輝事務所、東阪企画、いまじん
- 製作著作：日本テレビ

### エピソード
- 映像化の企画については、Hulu版以前にも何度か著者の綾辻の元に寄せられていたが、「どうやってこのトリックを実現させるんですか？」と質問しても、ちゃんとした答えが返ってきたことがなかったといい、映像化が実現することは無かった[20]。